# Achroit

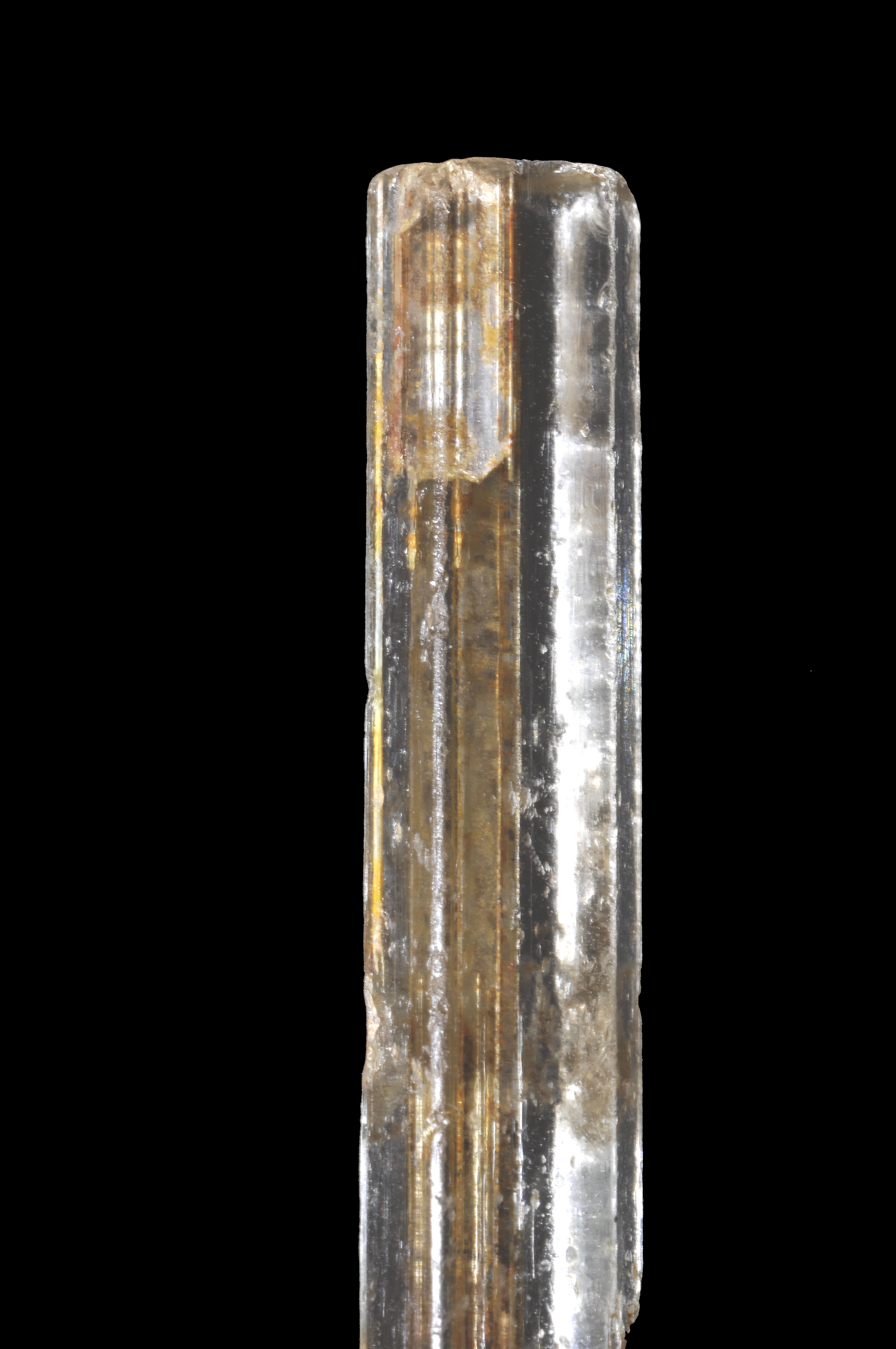
Achroit

Achroit (gr. achroos – bezbarwny) – minerał zaliczany do grupy turmalinów nazwa została nadana przez d'Andrada w 1800 roku.

## Właściwości
Własności fizyczne i chemiczne są takie same jak turmalinów. Jest bezbarwną, przezroczystą odmianą elbaitu.
Niekiedy ma zielonkawy odcień lub ciemne zakończenia na bezbarwnych słupach kryształów. Takie kryształy nazywane są „murzyńskimi główkami” lub „główkami Maurów”. Niekiedy wykazuje ciemnofioletową luminescencję.

## Występowanie
Jest bardzo rzadkim minerałem występującym w pegmatytach.
Miejsca występowania: Najsłynniejsze miejsca jego występowania to: Brazylia – Minas Gerais, USA – Kalifornia oraz Elba we Włoszech. Stwierdzony został także na Madagaskarze, w Rosji –  na Uralu, w Kazachstanie, w Indiach, w Czechach – Morawy, w Mjanmie, Afganistanie, Kenii oraz na Sri Lance.

## Zastosowanie
Wykorzystywany jest w jubilerstwie jako kamień szlachetny.
Do celów dekoracyjnych zdobiony jest najczęściej fasetkowo (szlif brylantowy) lub rozetowym, rzadziej kaboszonowym.